# خيلة (الحد)

تعديل مصدري - تعديل

خيلـة هي إحدى قرى عزلة الحد بمديرية الحد التابعة لمحافظة لحج، بلغ تعداد سكانها 474 نسمة حسب تعداد اليمن لعام 2004.